# Александру Пакурар
Александру Пакурар (на румънски: Alexandru Păcurar) е румънски професионален футболист, атакуващ полузащитник, състезател на ПФК ЦСКА (София).

## Кариера
Играл е за румънските тимове Динамо (Букурещ), ФК Глория 1922 (Бистрица), ФК Пандури Тарга Жиу и Стяуа (Букурещ).
Прави своя дебют за елитния Стяуа Букурещ на 25 юли 2010 година, в мач срещу Университатя (Клуж), а на 29 август същата година бележи и първото си попадение за румънския гранд при равенството 1 – 1 срещу ФК Политехника (Тимишоара). Ден по-късно, на 30 август, е продаден на Университатя Клуж.
През юли 2012 година е обявено за интерес към Пакурар от страна на ПФК ЦСКА (София), а в края на месеца пристига на проби в клуба. От 1 септември 2012 г. е състезател на българския ПФК ЦСКА (София). Дебютира за отбора в официален мач срещу Ботев (Враца) на 15 септември същата година, завършил 3 – 0 в София.